# Pediokokken
Pediokokken (Pediococcus) sind eine Bakterien-Gattung aus der Familie der Lactobacillaceae. Die Gattung umfasst 0,6–1,0 μm große, paarig oder in Tetraden, sehr selten einzeln oder in Ketten vorkommende, unbewegliche, gram positive, microaerophile Kokken. Sie sind immer homofermentativ, bilden also als Gärungsprodukt ausschließlich Milchsäure und kein Kohlenstoffdioxid. Katalase wird gewöhnlich nicht gebildet, Gelatine nicht verflüssigt und Nitrat nicht zu Nitrit reduziert. Die Gattung unterscheidet sich von anderen kokkoiden, homofermentativen Milchsäurebakterien der Gattung Streptococcaceae, Enterococcus und Lactococcus durch einen GC-Wert von 34–42 mol%. Der halophile („salzliebende“) P. halophilus toleriert mehr als 15 % NaCl im Medium.
P. cerevisiae und P.acidilacitci spielen bei der Herstellung von Sauerkraut und Salzgurken sowie als Starterkulturen bei der Rohwurstherstellung eine Rolle.
Bedeutung haben einige Pediokokken-Arten für die menschliche Ernährung durch die von ihnen gebildeten Aromen, speziell Diacetyl und Amine. Dies gilt besonders für traditionelle Biersorten wie belgische Lambic-Biere. Hingegen stellen sie in der Produktion des Berliner Weißbieres eine für die schnelle Vermarktung unerwünschte Kontamination dar, das sogenannte „Langwerden“ des Weißbieres, was sich durch Schleimbildung äußert.
Nach längerer, mehrmonatiger Lagerung löst sich der Schleim allmählich wieder völlig wie bei der traditionellen Berliner Weisse. „Das Bier wird wieder blank, haltbar, zeigt normale Beschaffenheit und ist voll genußfähig. Ein dabei zurückbleibendes feines Aroma und ein angenehmer, weinsäureähnlicher Geschmack wird teilweise von Bierkennern besonders geschätzt.“ Auch bei der belgischen Geuze werden verschiedene Arten von Pediococcus verwendet und gehören zu den wesentlichen erwünschte Aromen bildenden Bier-Bakterien.
Bei der Weinreifung, speziell der Nachreifung, spielen sie neben den Gattungen Lactobacillus und Leuconostoc eine Rolle. Der Abbau von Äpfelsäure zu Milchsäure kann sowohl unerwünschte Veränderungen sog. „Milchsäurestich“, als auch durch biologischen Säureabbau zu einer erwünschten Entsäurung führen.

## Arten
- Pediococcus acidilactici
- Pediococcus argentinicus
- Pediococcus cellicola
- Pediococcus claussenii
- Pediococcus damnosus
- Pediococcus dextrinicus, Synonym: Pediococcus cerevisiae
- Pediococcus ethanolidurans
- Pediococcus halophilus
- Pediococcus inopinatus
- Pediococcus lolii
- Pediococcus parvulus
- Pediococcus pentosaceus
- Pediococcus siamensis
- Pediococcus stilesii
- Pediococcus urinaeequi